# Endotrypanum
Endotrypanum é um gênero de protistas flagelados que conta com estádios amastigota e promastigota, no hospedeiro intermediário flebotomíneo, e com forma epimastigota no hospedeiro vertebrado.